# Недерверт
Недерверт (нидерл. Nederweert, лимб. Ni-jwieërt) — община в нидерландской провинции Лимбург. Расположена в западной части провинции, в месте пересечения каналов Зёйд-Виллемсварт, Нортдерварт и Вессем-Недерверт. Эти каналы соединяют Недерверт с городами Маастрихт и Хертогенбос. Площадь составляет 101,79 км². Население по данным на январь 2009 года — 16 695 человек. Плотность населения — 167 чел/км².
Населённые пункты, расположенные в пределах общины: Budschop, Leveroy, Nederweert, Nederweert-Eind, Ospel, Ospeldijk, Schoor.